# Fritz-Detlof von Winterfeldt
Fritz-Detlof Benjamin von Winterfeldt (* 17. Dezember 1886 in Kleinburg bei Breslau; † 17. August 1948 in Preetz) war ein deutscher paramilitärischer Aktivist.

## Leben und Tätigkeit
Winterfeldt war der drittgeborene Sohn des preußischen Majors Georg von Winterfeld(t) und der Valeska Gräfin von Schmettow. Die Eltern waren ohne Grundbesitz. Er hatte zwei Brüder, beide Offiziere. Er schlug zunächst die Militärlaufbahn in der preußischen Armee ein. 1912 ist er als Leutnant beim Ulanen-Regiment Nr. 10 in Salzwedel nachweisbar. Am Ersten Weltkrieg nahm Winterfeldt als Ulanenoffizier beim Ulanen-Regiment Nr. 10 teil. Bei Kriegsende schied er als Rittmeister aus. Anschließend war er im Grenzschutz tätig.
Mitte der 1920er Jahre gründete er die Wehrsportschule Braunau im Kreis Löwenberg, wo vor allem Angehörige rechtsgerichteter Kreise sportlich und paramilitärisch geschult wurden. Obwohl die Aktivitäten der Schule erkennbar gegen die bestehende demokratische Republik gerichtet waren, bezog sie als gemeinnützige Einrichtung staatliche Subventionen, was zu wiederholter Kritik aus linksgerichteten Kreisen und zu Kleinen Anfragen im Preußischen Landtag führte.
Im Sommer 1931 stellte Winterfeldt seine Schule der SA-Gruppe Schlesien zur sportlichen und militärischen Schulung schlesischer SA-Angehöriger zur Verfügung. Die Schule firmierte anschließend als SA-Sportschule Braunau. Zur selben Zeit trat Winterfeldt zum 1. September 1931 der NSDAP (Mitgliedsnummer 605.159) und der SA bei.
Nach der Einrichtung einer Reihe weiterer SA-Sportschulen in Schlesien übertrug der schlesische SA-Kommandeur Edmund Heines Winterfeldt die Beaufsichtigung und Organisation aller SA-Schulen in der Provinz Schlesien mit dem Rang eines Inspektors. Außerdem nahm er ihn als Sportreferenten in seinen Stab auf. Ab 1935 war Winterfeldt Leiter der Erziehungsanstalt Wohlau.

## Ehe und Familie
Winterfeldt heiratete am 6. Juli 1916 auf Haus Chemnitz Wera Charlotte Annemarie Henriette von der Schulenburg (1893–1993), eine Tochter des Juristen August Wilhelm Rudolf Karl Werner von der Schulenburg-Priemern (1855–1930) und dessen Ehefrau Helene von Bülow-Kühren (1870–1948). Die Familie hatte zwei Kinder. Die Tochter Verena-Felicitas ließ sich von ihrem Mann Dr. phil. Heribert Schueller wieder scheiden und führte den Geburtsnamen. Der Sohn Detlof-Adam starb 1943 als Soldat.
Der Generalleutnant Wilhelm von Winterfeld war sein Großvater.